# David Paymer
David Paymer (Nueva York, 30 de agosto de 1954) es un actor y director estadounidense. Estudió medio semestre en la Universidad Pepperdine y se graduó en la Universidad de Míchigan. En 1993 fue nominado al premio Óscar al mejor actor de reparto por su interpretación en Mr. Saturday Night. Ha tenido papeles en Quiz Show (1994) y Get Shorty (1995), y ha trabajado en Broadway. Está casado con Liz Georges y tienen dos hijas.

## Filmografía

### Cine
| Año  | Título original                                      | Personaje                |
| ---- | ---------------------------------------------------- | ------------------------ |
| 1979 | The In-Laws                                          | Taxista                  |
| 1984 | Best Defense                                         | Kurly                    |
| 1984 | Irreconcilable Differences                           | Alan Sluiser             |
| 1985 | Perfect                                              | Director editorial       |
| 1986 | Night of the Creeps                                  | Científico               |
| 1986 | Howard the Duck                                      | Larry                    |
| 1987 | No Way Out                                           | Técnico                  |
| 1990 | Crazy People                                         | George Cartelli          |
| 1991 | City Slickers                                        | Ira Shalowitz            |
| 1992 | Mr. Saturday Night                                   | Stan Yankelman           |
| 1993 | Searching for Bobby Fischer                          | Kalev                    |
| 1993 | Heart and Souls                                      | Conductor de trolebús    |
| 1994 | Quiz Show                                            | Dan Enright              |
| 1994 | City Slickers II: The Legend of Curly's Gold         | Ira Shalowitz            |
| 1995 | The American President                               | Leon Kodak               |
| 1995 | Nixon                                                | Ron Ziegler              |
| 1995 | Get Shorty                                           | Leo Devoe                |
| 1996 | Carpool                                              | Daniel Miller            |
| 1996 | Unforgettable                                        | Curtis Avery             |
| 1996 | City Hall                                            | Abe Goodman              |
| 1997 | Amistad                                              | John Forsyth             |
| 1997 | The Long Way Home                                    | Voz                      |
| 1997 | Gang Related                                         | Elliot Goff              |
| 1997 | The Sixth Man                                        | Entrenador Pederson      |
| 1998 | Outside Ozona                                        | Alan Defaux              |
| 1998 | Mighty Joe Young                                     | Dr. Harry Ruben          |
| 1999 | The Hurricane                                        | Myron Beldock            |
| 1999 | Chill Factor                                         | Dr. Richard Long         |
| 1999 | Mumford                                              | Dr. Ernest Delbanco      |
| 1999 | Payback                                              | Stegman                  |
| 2000 | Bait                                                 | Agente Wooly             |
| 2000 | Bounce                                               | Fiscal Mandel            |
| 2000 | State and Main                                       | Marty Rossen             |
| 2001 | Focus                                                | Sr. Finkelstein          |
| 2001 | Bartleby                                             | Jefe                     |
| 2003 | Alex & Emma                                          | John Shaw                |
| 2004 | In Good Company                                      | Morty                    |
| 2004 | Balto 3: Wings of Change                             | Rafael HorowitzMel (voz) |
| 2005 | Marilyn Hotchkiss' Ballroom Dancing and Charm School | Rafael Horowitz          |
| 2005 | Checking Out                                         | Ted Applebaum            |
| 2007 | Resurrecting the Champ                               | Whitley                  |
| 2007 | Ocean's Thirteen                                     | V. U. P.                 |
| 2008 | Redbelt                                              | Richard                  |
| 2009 | Drag Me to Hell                                      | Sr. Jacks                |
| 2011 | Twixt                                                | Sam Malkin               |
| 2011 | Bad Teacher                                          | Dr. Vogel                |
| 2012 | The Five-Year Engagement                             | Pete Solomon             |
| 2014 | Jack Ryan: Shadow Recruit                            | Dixon Lewis              |
| 2014 | Two-Bit Waltz                                        | Abogado                  |
| 2016 | The Pickle Recipe                                    | Tío Morty                |
| 2017 | Lemon                                                | Tío Morty                |

### Televisión
| Año     | Título original                   | Rol                              | Notas        |
| ------- | --------------------------------- | -------------------------------- | ------------ |
| 1979    | ABC Afterschool Special           | Ralph                            | 1 episodio   |
| 1980    | Barney Miller                     | Felix Morrissey                  | 1 episodio   |
| 1980    | Lou Grant                         | Roy                              | 1 episodio   |
| 1981    | House Calls                       | Johnny Vance                     | 1 episodio   |
| 1981    | Happy Days                        | Dwayne                           | 1 episodio   |
| 1981    | Hart to Hart                      | Andy                             | 1 episodio   |
| 1982    | Open All Night                    | Punk                             | 1 episodio   |
| 1982    | Taxi                              | Ned                              | 1 episodio   |
| 1982    | Fame                              | Vendedor                         | 1 episodio   |
| 1983    | Gloria                            | Robber                           | 1 episodio   |
| 1983    | The Powers of Matthew Star        | Dr. Benson                       | 1 episodio   |
| 1983    | The Jeffersons                    | David                            | 1 episodio   |
| 1984    | The Paper Chase                   | Myslesky                         | 1 episodio   |
| 1984    | Hill Street Blues                 | Michael Shapiro                  | 1 episodio   |
| 1984-88 | Cagney & Lacey                    | Todd Feldberg                    | 10 episodios |
| 1985    | Hardcastle and McCormick          | Patrick Burke                    | 1 episodio   |
| 1985    | Scarecrow and Mrs. King           | Dr. Fronan                       | 1 episodio   |
| 1985    | Family Ties                       | Larry Harris                     | 2 episodios  |
| 1985-86 | Cheers                            | Phil Schumacher                  | 3 episodios  |
| 1986    | Moonlighting                      | Agente de Camille                | 1 episodio   |
| 1986    | Diff'rent Strokes                 | Wallace                          | 1 episodio   |
| 1986-87 | Downtown                          | Capitán David Kiner              | protagonista |
| 1987    | 21 Jump Street                    | Mike Ferris                      | 1 episodio   |
| 1987    | It's Garry Shandling's Show       | Richard Kimble                   | 1 episodio   |
| 1987    | My Sister Sam                     | Bob                              | 1 episodio   |
| 1987    | Rags to Riches                    | Arnie                            | 1 episodio   |
| 1988    | St. Elsewhere                     | Bickel                           | 1 episodio   |
| 1988    | Simon & Simon                     | Brian Sadler                     | 1 episodio   |
| 1988    | Who's the Boss?                   | Jack                             | 1 episodio   |
| 1988    | Duet                              | Andy                             | 1 episodio   |
| 1989    | Matlock                           | Lenny Marcus                     | 2 episodios  |
| 1990    | Cop Rock                          | Vagabundo                        | 2 episodios  |
| 1990    | Mancuso, F.B.I.                   | Lloyd                            | 1 episodio   |
| 1990    | L. A. Law                         | Joey Paul                        | 1 episodio   |
| 1990-91 | Murphy Brown                      | Dr. Bishop                       | 2 episodios  |
| 1991    | Equal Justice                     | Stuey                            | 1 episodio   |
| 1991-92 | The Commish                       | Arnie Metzger                    | 10 episodios |
| 1992-98 | The Larry Sanders Show            | Norman Litkey                    | 6 episodios  |
| 1993    | Tales from the Crypt              | Andy Conway                      | 1 episodio   |
| 1994    | Cagney & Lacey: The Return        | Todd Feldberg                    | telefilme    |
| 1995    | Santo Bugito                      | Profesor (voz)                   | 1 episodio   |
| 1995    | Cagney & Lacey: Together Again    | Todd Feldberg                    | telefilme    |
| 1996    | Crime of the Century              | David Wilentz                    | telefilme    |
| 1997-98 | Channel Umptee-3                  | Sheldon S. Cargo (voz)           | protagonista |
| 1998    | Godzilla: The Series              | Dean Whitehead (voz)             | 1 episodio   |
| 1998    | The New Batman Adventures         | Frank (voz)                      | 1 episodio   |
| 2001    | Rocket Power                      | Director (voz)                   | 1 episodio   |
| 2001    | Night Visions                     | Jim Osgoode                      | 2 episodios  |
| 2002    | Joe and Max                       | Joe Jacobs                       | telefilme    |
| 2002    | Without a Trace                   | Joe Jacobs                       | telefilme    |
| 2002    | Justice League                    | Canciller (voz)                  | 2 episodios  |
| 2003-04 | Line of Fire                      | Jonah Malloy                     | protagonista |
| 2004    | Century City                      | Miller Sisto                     | 1 episodio   |
| 2004    | Static Shock                      | Mason Andrews (voz)              | 1 episodio   |
| 2004-05 | Everwood                          | Director                         | 4 episodios  |
| 2004-06 | One Tree Hill                     | Director                         | 2 episodios  |
| 2005    | Jack & Bobby                      | Director                         | 1 episodio   |
| 2005    | Warm Springs                      | Louis Howe                       | telefilme    |
| 2005    | Into the West                     | Daniel Royer                     | 1 episodio   |
| 2006    | Windfall                          | Director                         | 1 episodio   |
| 2006    | Ghost Whisperer                   | Adam Godfrey                     | 1 episodio   |
| 2006    | Grey's Anatomy                    | Director                         | 1 episodio   |
| 2006    | Entourage                         | Sr. Kane                         | 1 episodio   |
| 2006    | Pepper Dennis                     | Director                         | 1 episodio   |
| 2006-10 | Medium                            | Director                         | 2 episodios  |
| 2007    | What About Brian                  | Director                         | 1 episodio   |
| 2007    | Gilmore Girls                     | Director                         | 1 episodio   |
| 2007    | Heartland                         | Director                         | 1 episodio   |
| 2007    | Side Order of Life                | Director                         | 1 episodio   |
| 2007-09 | Brothers & Sisters                | Donald Dudley; también director  | 1 episodio   |
| 2008    | October Road                      | Dr. Dough Levy; también director | 1 episodio   |
| 2008    | The Unit                          | Director                         | 1 episodio   |
| 2008    | My Name Is Earl                   | Clark Clark                      | 1 episodio   |
| 2008-09 | Privileged                        | Director                         | 4 episodios  |
| 2009    | Melrose Place                     | Director                         | 1 episodio   |
| 2009-10 | Make It or Break It               | Director                         | 4 episodios  |
| 2009-16 | The Good Wife                     | Juez Richard Cuesta              | 9 episodios  |
| 2010    | Men of a Certain Age              | Director                         | 1 episodio   |
| 2010    | Life Unexpected                   | Director                         | 1 episodio   |
| 2010    | Law & Order: Special Victims Unit | Dr. Stephen Elroy                | 1 episodio   |
| 2010    | Hellcats                          | Director                         | 1 episodio   |
| 2010    | No Ordinary Family                | Director                         | 1 episodio   |
| 2011    | The Mentalist                     | James Panzer; también director   | 1 episodio   |
| 2011    | 90210                             | Director y productor             | 1 episodio   |
| 2011-15 | Hart of Dixie                     | Director                         | 11 episodios |
| 2011-15 | Switched at Birth                 | Director                         | 6 episodios  |
| 2012-13 | Bunheads                          | Director                         | 1 episodio   |
| 2013    | The Carrie Diaries                | Director                         | 1 episodio   |
| 2013    | Mistresses                        | Director                         | 1 episodio   |
| 2013    | The Fosters                       | Director                         | 1 episodio   |
| 2013    | Franklin & Bash                   | Director                         | 1 episodio   |
| 2016    | Recovery Road                     | Director y productor             | 1 episodio   |
| 2016    | Lucifer                           | Director                         | 1 episodio   |
| 2017    | Pure Genius                       | Douglas Prescott                 | 1 episodio   |

## Premios y reconocimientos
Premios Óscar
| Año  | Categoría              | Trabajo nominado   | Resultado |
| ---- | ---------------------- | ------------------ | --------- |
| 1993 | Mejor actor de reparto | Mr. Saturday Night | Nominado  |

Premios Globo de Oro
| Año  | Categoría                                              | Trabajo nominado     | Resultado |
| ---- | ------------------------------------------------------ | -------------------- | --------- |
| 1993 | Mejor actor de reparto                                 | Mr. Saturday Night   | Nominado  |
| 1997 | Mejor actor de reparto de serie, miniserie o telefilme | Crime of the Century | Nominado  |

Premios del Sindicato de Actores
| Año  | Categoría     | Trabajo nominado | Resultado |
| ---- | ------------- | ---------------- | --------- |
| 1996 | Mejor reparto | Nixon            | Nominado  |
| 1996 | Mejor reparto | Get Shorty       | Nominado  |